# Suối Tre
Suối Tre là một phường thuộc thành phố Long Khánh, tỉnh Đồng Nai, Việt Nam.

## Địa lý
Phường Suối Tre nằm ở phía tây thành phố Long Khánh, có vị trí địa lý:
- Phía đông giáp các phường Bảo Vinh và Xuân Bình
- Phía tây giáp huyện Thống Nhất
- Phía nam giáp các phường Bàu Sen và Xuân Lập
- Phía bắc giáp huyện Thống Nhất và xã Bình Lộc.

Phường có diện tích 24,21 km², dân số năm 2018 là 14.143 người, mật độ dân số đạt 584 người/km².

## Lịch sử
Trước đây, Suối Tre là một xã thuộc huyện Long Khánh, được thành lập vào năm 1994 trên cơ tách sở một phần diện tích và dân số của xã Xuân Lập.
Ngày 21 tháng 8 năm 2003, Chính phủ ban hành Nghị định số 97/2003/NĐ-CP. Theo đó, xã Suối Tre trực thuộc thị xã Long Khánh mới thành lập.
Ngày 10 tháng 4 năm 2019, Ủy ban Thường vụ Quốc hội ban hành Nghị quyết số 673/NQ-UBTVQH14 (nghị quyết có hiệu lực từ ngày 1 tháng 6 năm 2019). Theo đó, thành lập phường Suối Tre trên cơ sở toàn bộ 24,21 km² diện tích tự nhiên và 14.143 người của xã Suối Tre, đồng thời chuyển thị xã Long Khánh thành thành phố Long Khánh thuộc tỉnh Đồng Nai.

## Hành chính
Phường Suối Tre được chia thành 4 khu phố: Cấp Rang, Dưỡng Đường, Núi Tung, Suối Tre.